# 圣费尔南多 (巴西)
圣费尔南多（葡萄牙語：São Fernando，葡萄牙語發音：[sɐ̃w ferˈnɐ̃du]）是巴西北大河州的一个市镇。总面积404.415平方公里，总人口3034人，人口密度7.5人/平方公里。